# Alejandro Gutiérrez (actor)
José Alejandro Gutiérrez Duque (Bogotá, Cundinamarca, Colombia, 19 de mayo de 1973) es un actor colombiano de cine y televisión, reconocido por aparecer en varias películas del director Fernando Ayllón.

## Carrera
Gutiérrez obtuvo reconocimiento nacional tras interpretar el papel de Senón en la película cómica de Fernando Ayllón Nos vamos pa'l mundial en 2014. Continuó colaborando con Ayllón en las películas Se nos armó la gorda, (2015) Se nos armó la gorda al doble (2016) y ¿En dónde están los ladrones? (2017), la cual protagonizó. En 2018 apareció en el telefilme Santo cachón, donde interpretó el papel de Carlos.
En televisión ha aparecido en importantes series como Escobar, el patrón del mal, interpretando el papel de Germán Motoa; Cuando vivas conmigo y Colmenares: Historia de un crimen, donde interpretó a Luis Felipe Barragán.

## Filmografía

### Televisión
| Año       | Título                                   | Personaje                | Canal              |
| --------- | ---------------------------------------- | ------------------------ | ------------------ |
| 2024      | Consuelo                                 | Pedro                    | Vix                |
| 2024      | Devuélveme la vida                       | Rector de la universidad | Caracol Televisión |
| 2024      | Arelys Henao, aún queda mucho por cantar | Maximiliano Jaramillo    | Caracol Televisión |
| 2023      | Paraíso blanco                           | Capitán Onzaga           | Vix                |
| 2023      | Manes                                    | Jorge                    | Prime Video        |
| 2022      | Hasta que la plata nos separe            | Ezequiel Bernal          | Telemundo          |
| 2022      | Arelys Henao, canto para no llorar       | Maximiliano Jaramillo    | Caracol Televisión |
| 2021      | Lala's Spa                               | Alberto Rodríguez Malo   | Canal RCN          |
| 2020-2025 | La venganza de Analía                    | Santiago Castiblanco     | Caracol Televisión |
| 2019-2020 | El hijo del Cacique                      | Mario Gallego            | Televen            |
| 2019      | Enfermeras                               | Alfredo Gula             | Canal RCN          |
| 2019      | El general Naranjo                       | Jorge Luis Ochoa         | Fox Premium        |
| 2019      | Historia de un crimen: Colmenares        | Luis Felipe Barragan     | Netflix            |
| 2018-2020 | La Nena                                  | Jairo                    | Caracol Play       |
| 2018-2019 | Loquito por ti                           | Gerente Club Unión       | Caracol Televisión |
| 2018      | Reyes del crimen                         | Fabio Restrepo Ochoa     | History            |
| 2016-2017 | Cuando vivas conmigo                     | Colorado Bignolo         | Caracol Televisión |
| 2016      | Azúcar                                   | Delfín Triana Borrero    | Canal RCN          |
| 2013-2014 | Alias el Mexicano                        | Padre Juan               | Canal RCN          |
| 2013      | Tres Caínes                              | Santiago Medina          | Canal RCN          |
| 2012      | Escobar, el patrón del mal               | Germán Motoa             | Caracol Televisión |
| 2011-2012 | Tres Milagros                            | Urrea                    | Canal RCN          |

## Cine
| Año  | Título                                 | Personaje   | Nota |
| ---- | -------------------------------------- | ----------- | ---- |
| 2024 | Quiero que me mantengan                |             |      |
| 2022 | Escándalo Secreto, en plena cuarentena | James Von   |      |
| 2018 | Santo cachón                           | Carlos      |      |
| 2017 | ¿En dónde están los ladrones?          | Andrés      |      |
| 2016 | Se nos armó la gorda al doble          | El Rebusque |      |
| 2015 | Se nos armó la gorda                   | El Rebusque |      |
| 2014 | Nos vamos pa'l mundial                 | Don Senón   |      |

## Teatro
| Año  | Título                       | Personaje | Nota |
| ---- | ---------------------------- | --------- | ---- |
| 2021 | La Nena, teatro en capítulos | Jairo     |      |